# Theodor Otto (Ingenieur)

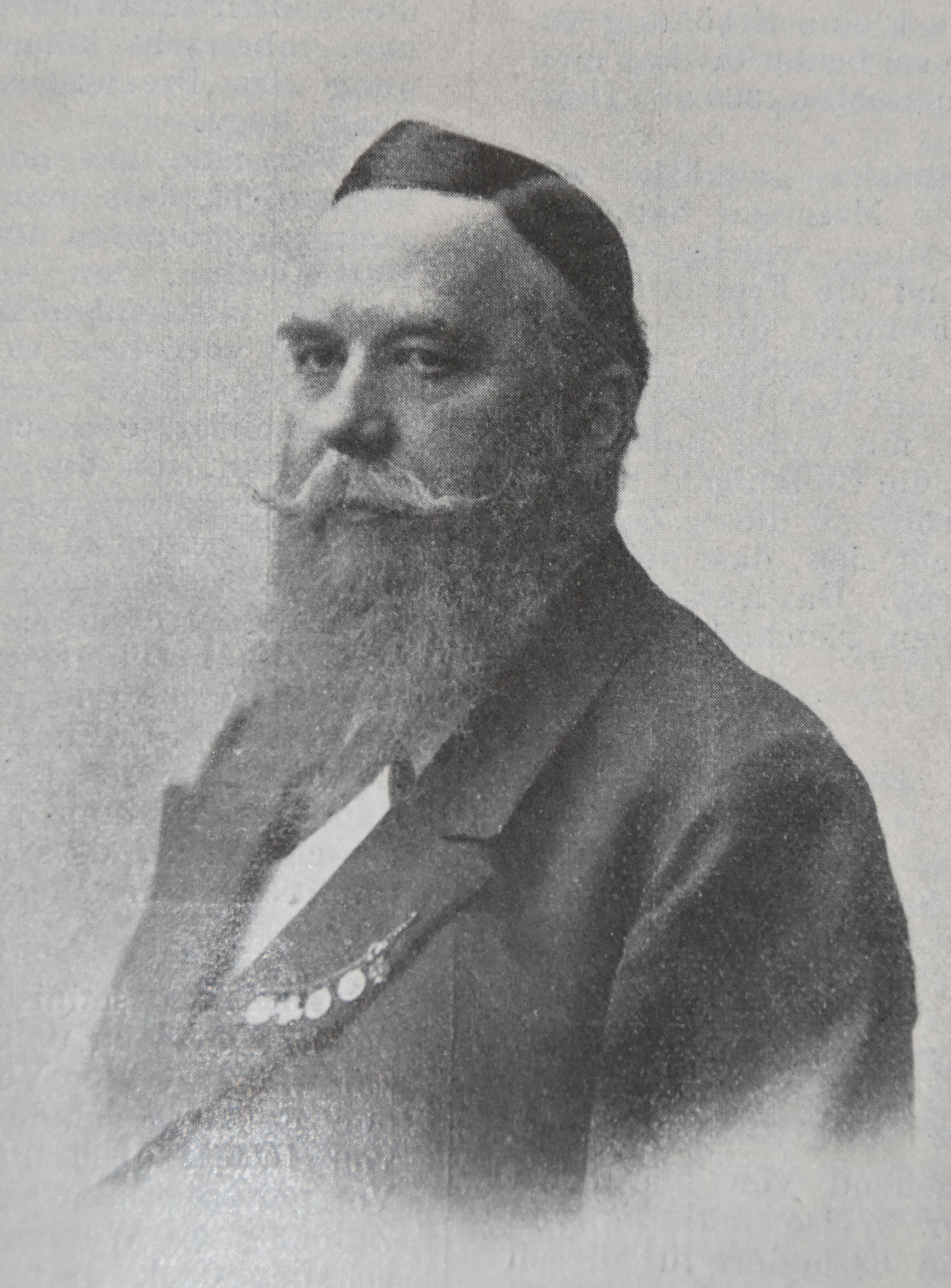
Theodor Otto, deutscher Ingenieur und Unternehmer

Theodor Otto (* 21. Januar 1843 in Naumburg an der Saale; † 5. März 1902 in Schkeuditz) war ein deutscher Ingenieur und Unternehmer. Er zählt zu den Pionieren des Seilbahnbaus.

## Leben
Nach Besuch des Gymnasiums und der höheren Gewerbeschule in Naumburg studierte Theodor Otto am Königlichen Gewerbeinstitut Berlin. Kurz vor Studienende beteiligte er sich am Deutschen Krieg. Nach Kriegsende war er kurzzeitig als Volontär bei Carl Hoppe in Berlin tätig, fand aber 1867 eine Anstellung als Ingenieur bei Martin & Peter in Bitterfeld. Dort verblieb Otto bis zum Ausbruch des Deutsch-Französischen Kriegs, an dem er ebenfalls teilnahm. Im Anschluss fand er eine Anstellung beim Grusonwerk in Buckau. Während seiner Zeit bei der Halle-Leipziger Eisengießerei und Maschinenfabrik in Schkeuditz, bei der er von 1872 bis 1874 beschäftigt war, traf Otto seinen ehemaligen Studienkollegen Adolf Bleichert wieder. Mit diesem gründete er Ende 1874 das Unternehmen Otto & Bleichert in Schkeuditz, das sich auf den Bau von Seilbahnen spezialisierte. Ende 1876 endete die Zusammenarbeit, und Otto machte mit seiner neuen Firma Th. Otto, Schkeuditz, eigenständig weiter. Ein Nervenleiden zwang ihn 1892 zur Aufgabe seiner Geschäftstätigkeit. Julius Pohlig, der bereits 1878 den Lizenzbau von Seilbahnen für Westdeutschland übernommen hatte, erwarb sämtliche Patente Ottos. Sein sich bessernder Gesundheitszustand erlaubte ihm in der Folge, sich der Verwaltung einer Zuckerfabrik, deren Teilhaber er war, und der Bewirtschaftung seines Landguts in Plotha zu widmen. Auch war er Mitglied des Aufsichtsrates der Firma seines ehemaligen Mitarbeiters, der J. Pohlig AG.
Theodor Otto trat 1869 dem Verein Deutscher Ingenieure (VDI) und dem Thüringer Bezirksverein des VDI bei. Er war in mehreren städtischen und ständischen Ehrenämtern aktiv.